# أنتونيو غومسي
انتونيو غومسي (بالفرنسية: Antonio Ghomsi)‏ (22 أبريل 1986 الكاميرون - ) هو لاعب كرة قدم كاميروني، يلعب كمدافع.

## روابط خارجية
- أنتونيو غومسي على موقع الاتحاد الدولي (مؤرشف)  (الإنجليزية)
- أنتونيو غومسي على موقع قاعدة بيانات كرة القدم.إي يو (الإنجليزية)
- أنتونيو غومسي على موقع Soccerway.com (الإنجليزية)
- أنتونيو غومسي على موقع أوليمبيديا (الإنجليزية)